# Bagore
Bagore (persona singola bagoro) è un gruppo etnico stanziato nel valle di Bagrot, accanto alle rive di Bagrot e Tesot, villaggio di Gialalabad e Batkor, e città di Danyor.
Il gruppo condivide lo stesso dialetto, cucine e cultura.

## Descrizione
La parola etimologicamente deriva dalla parola bagare, significa "distributori" nella lingua Shina, come la valle di Bagrot è stata una volta famosa per i prodotti agricoli , la fauna selvatica e per l'ortofrutta.